# 帝産観光バス滋賀
株式会社帝産観光バス滋賀（ていさんかんこうバスしが）は、かつて滋賀県草津市に本社を置いていた滋賀帝産グループの貸切バス事業者。旅行代理業の運営やくりちゃんバスの運行受託も行っていた。

## 沿革
- 1999年（平成11年） - 帝産湖南交通の観光バス部門・旅行業務部門が分社化し設立。
- 2017年（平成29年）4月1日 - 帝産湖南交通との合併により消滅[1]。同社の観光バス事業部となった。

## 車両
すべて三菱ふそう製であった。